# Гембчиці
Гембчиці (пол. Gębczyce) — село в Польщі, у гміні Стшелін Стшелінського повіту Нижньосілезького воєводства.
Населення — 139 осіб (2011).
У 1975-1998 роках село належало до Вроцлавського воєводства.

## Демографія
Демографічна структура станом на 31 березня 2011 року:
|          | Загалом | Допрацездатний вік | Працездатний вік | Постпрацездатний вік |
| -------- | ------- | ------------------ | ---------------- | -------------------- |
| Чоловіки | 59      | 7                  | 43               | 9                    |
| Жінки    | 80      | 17                 | 33               | 30                   |
| Разом    | 139     | 24                 | 76               | 39                   |